# Адромискус трёхпестичный
Адромискус трёхпестичный (лат. Adromischus trigynus) — вид растений рода Адромискус (Adromischus) семейства Толстянковые (Crassulaceae), естественно произрастающий на территории Намибии и ЮАР (Капская провинция и Фри-Стейт).

## Название
Родовое латинское (научное) название Adromischus происходит от др.-греч. ἁδρός, hadrós — «взрослый», «толстый» или «громоздкий» и др.-греч. μίσχος, míschos — «стебель» или, вероятнее всего «цветонос».
Видовой латинский эпитет trigynus происходит от греческого tri- — «три» и gyne — «женский орган», «плодолистик», «завязь». Применение эпитета остается неясным, и, возможно, оно связано с ошибкой наблюдения.

## Описание
Многолетнее травянистое растение с клубневидным основанием и мочковатыми корнями, достигает высоты до 0,55 м при цветении. Стебли прямостоячие. Листья расположены спирально, имеют однородную форму и размеры: пластинка варьирует от эллиптической до округлой, примерно 20-30 х 12-20 мм. Листья темно-пятнистые с роговым краем, простирающимся до основания.

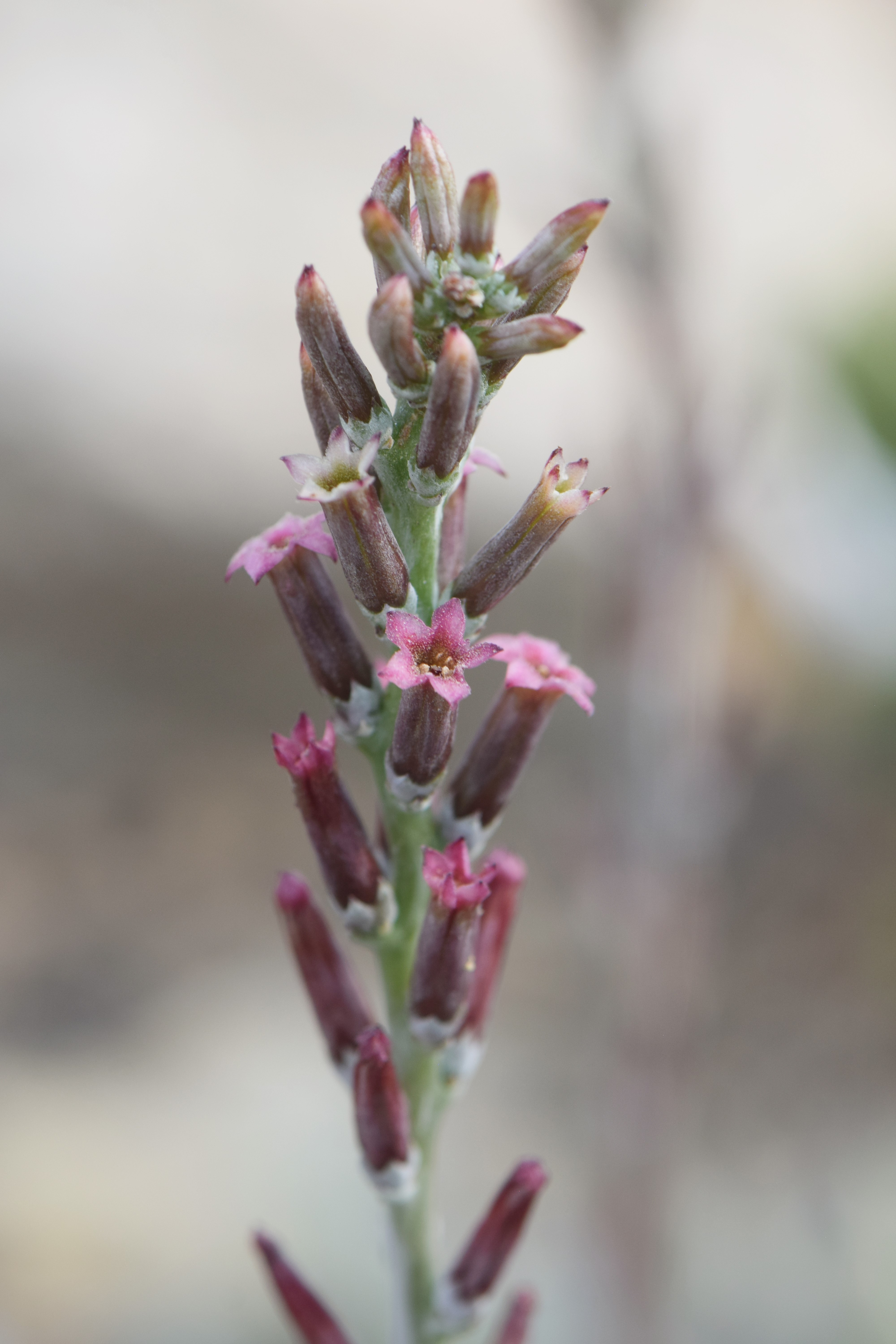
Соцветие

Цветки собраны в колосовидном тирсе с одиночными кистями, состоят из 5 частей. Пыльники выступают, а доли чашечки имеют длину 2-3 мм, серого цвета, часто покрыты мучнистым налетом. Венчик волосатый, трубка достигает 10-13 мм в длину, имеет бледно-желтовато-зеленый оттенок, покрыта густым налетом, а лопасти постепенно сужаются в острую вершину. Горло цветка может варьировать от грязно-белого до слегка розового или более насыщенного розового цвета в зависимости от времени года, обычно в ноябре и декабре. Плоды квадратно-яйцевидные, размером 0,8-1,2 х 0,8-1,3 мм, с глубоко выемчатым верхушечным участком.

## Таксономия
Adromischus trigynus (Burch.) Poelln., первое упоминание в Repert. Spec. Nov. Regni Veg. 44: 61 (1938).

### Синонимы
- Adromischus rupicola C.A.Sm.
- Cotyledon trigyna Burch.